# Exopolitik
Exopolitik (Neologismus aus altgr. ἔξω exo ‚außerhalb‘ und Politik) ist die Eigenbezeichnung einer Denkrichtung, die von der Existenz außerirdischen Lebens auf der Erde ausgeht. Die Vertreter dieser Theorie setzen sich dafür ein, diesen Umstand in eine weltweite Politik umzusetzen. Dies wird als Exopolitik-Bewegung bezeichnet.

## Inhalte der Exopolitik-Bewegung
Grundthesen der Exopolitik sind:
- Es gibt eine außerirdische Präsenz auf der Erde.
- Dafür liegt eine Vielzahl von Beweisen vor.
- Die Öffentlichkeit ist nicht ausreichend über die Faktenlage informiert.
- Offizielle Stellen einiger Staaten verschleiern Informationen über das Thema.

Haupttätigkeitsfeld der Exopolitik-Bewegung ist das Sammeln, Aufbereiten und Verfügbarmachen von Informationen über die vermeintliche außerirdische Präsenz. Gefordert wird eine staatliche Unterstützung für Ufologie, Beschäftigung der Politik mit dem Thema und die Offenlegung aller Informationen von offiziellen Stellen. Ziel ist ein globaler Paradigmenwechsel, hin zu einer Gesellschaft, welche die propagierte außerirdische Präsenz anerkennt und verantwortlich im Sinne der gesamten Menschheit handelt. Anders als traditionelle UFO-Gruppen steht also nicht die Untersuchung oder Forschung am UFO-Phänomen im Vordergrund, sondern Öffentlichkeitsarbeit und Lobbyismus mit den bereits vorliegenden Informationen. Dazu beschäftigt sich Exopolitik auch mit Personen, politischen Institutionen und Prozessen, die Einfluss auf die offizielle und öffentliche Bekanntgabe der propagierten außerirdischen Präsenz auf der Erde haben.

## Geschichte

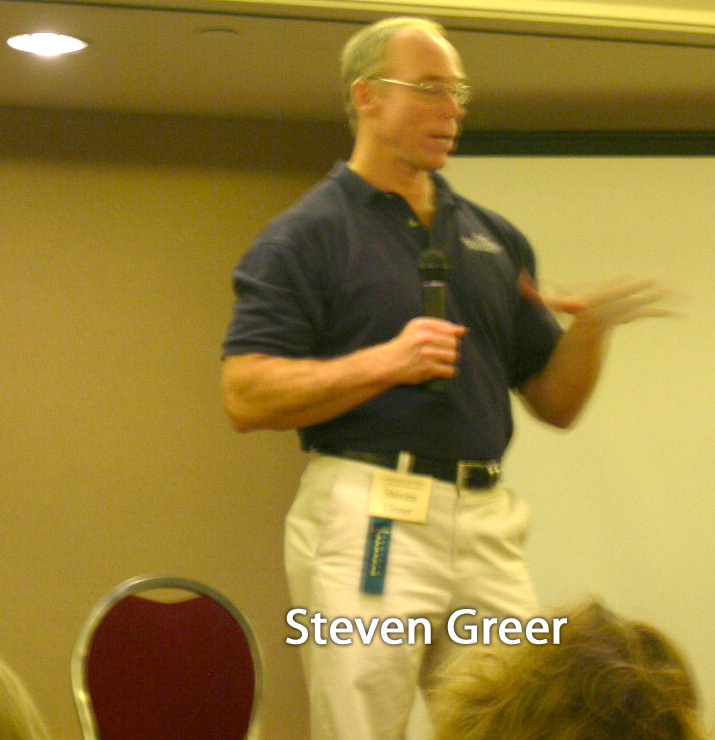
Steven Greer, Februar 2007

Der Ursprung der Exopolitik-Bewegung liegt in der US-amerikanischen Disclosure-Bewegung. Exopolitik nimmt die Ideen der Disclosure-Bewegung auf und geht noch einen Schritt weiter: Während die Disclosure-Bewegung auf eine offizielle Bestätigung der vermeintlichen außerirdische Präsenz auf der Erde abzielt, setzt die Exopolitik-Bewegung die Präsenz weitgehend als real voraus. In den Fokus rücken die daraus resultierenden Implikationen für die Menschheit.

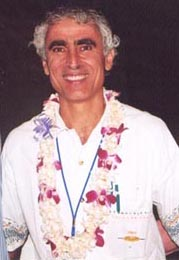
Michael Emin Salla

Als prägende Persönlichkeiten für Exopolitik-Bewegung der Anfangsjahre gelten zwei Personen: Steven M. Greer und Michael Salla. Greer ist Doktor der Medizin und war Notarzt am Caldwell Memorial Hospital in North Carolina. Bekannt ist Greer als Initiator der US-amerikanischen Non-Profit-Organisation The Disclosure Project. Diese hat am 9. Mai 2001 in einer Pressekonferenz im National Press Club (Washington, D.C.) eine breite Öffentlichkeit mit Zeugenaussagen ehemaliger Regierungsbeamter und Militärs konfrontiert. Die Hauptaussage der Zeugen war: Extraterrestrische UFOs würden existieren und die US-Regierung halte ihr Wissen darüber geheim. Diese Pressekonferenz ist Schlüsselereignis und gedanklicher Startpunkt der Exopolitik-Bewegung.
Initiator der Bewegung ist der australische Doktor der Politikwissenschaften Michael Salla. Dieser publizierte erstmals den Begriff „Exopolitics“ in seinem Artikel The Need for Exopolitics: Implications of Extraterrestrial Conspiracy Theories for Policy Makers & Global Peace (2003). Ausgehend von der Disclosure-Bewegung untersucht Salla hier die Stichhaltigkeit der vorliegenden Informationen und Quellen und sieht als Folge die Notwendigkeit zu einem Politikwechsel hin zur sogenannten Exopolitik. In dem ein Jahr später erschienenen Buch Exopolitics: Political Implications of the Extraterrestrial Presence (2004) führt Salla das Thema weiter aus und konkretisiert seine Thesen.
2004 gründet Salla die erste Exopolitik Webseite ’exopolitics.org’, 2005 das Exopolitics Institute und 2006 das Exopolitics Journal. Darauf aufbauend entstanden weltweit Ableger in verschiedenen Ländern, welche heute das weltweite Exopolitik-Netzwerk bilden.

## Exopolitik-Netzwerk
Die Exopolitik-Bewegung ist weltweit in über 20 nationalen Organisationen und Initiativen vertreten. Gemeinsam bilden diese ein loses Netzwerk, welches mit dem Exopolitics Institute und dem Exopolitics World Network globale Foren hat. Das Exopolitics Institute sieht sich dabei als Forschungsinstitut, während das Exopolitics World Network sich als eine politische Lobby-Organisation begreift. Es existiert keine übergeordnete Hierarchie oder gemeinsame Organisationsstruktur, jede nationale Initiative ist eigenständig und unabhängig. Daher kann die jeweilige Auslegung der Exopolitik-Thesen und Ausrichtung von Gruppe zu Gruppe variieren.

### Exopolitik in Deutschland

Logo der „Deutschen Initiative für Exopolitik“

In Deutschland ist die Exopolitik Bewegung durch die Deutsche Initiative für Exopolitik vertreten. Diese versteht sich als Bürgerbewegung und hat keine Rechtsform. Gegründet wurde diese am 1. Juni 2007 durch den Diplom-Dolmetscher und freien Journalisten Robert Fleischer. Fleischer leitet die deutsche Organisation bis heute als „Koordinator“.
Das Kerninteresse der „Deutschen Initiative für Exopolitik“ sind UFOs und die aus einer außerirdischen Präsenz hervorgehenden Implikationen für Politik und Gesellschaft. Die Bewegung kooperiert auch mit den traditionellen UFO-Gruppen in Deutschland wie der MUFON-CES oder DEGUFO. Anders als diese reinen UFO-Forschungsvereine greift Exopolitik Deutschland auch immer wieder esoterische und grenzwissenschaftliche Themen auf, wie zum Beispiel die sogenannte „Freie Energie“, Parapsychologie oder Tonbandstimmen. Hauptmedium von Exopolitik Deutschland ist der eigene Internetauftritt mit dem eigenständig produzierten und kostenpflichtig online erscheinenden Exo-Magazin. In Deutschland existierten Regionalgruppen von Exopolitik in mehreren Bundesländern, unter anderem in Berlin, Sachsen, Niedersachsen, Nordrhein-Westfalen, Hessen und Hamburg. Die Hauptaufgabe der Regionalgruppen war die Organisation von Treffen, Vorträge oder regionalen Aktionen.

## Medienwirkung
Die Deutsche Initiative für Exopolitik ist mehrfach in den Medien durch Interviews und Stellungnahmen vertreten. Beiträge in Funk- und Fernsehen sind zu finden in ARD, WDR, ARTE und Deutsche Welle. In der Tagespresse unter anderem in den Salzburger Nachrichten, Stuttgarter Nachrichten und Göttinger Tageblatt. Meist werden die Ansichten von Exopolitik Deutschland als fragwürdig, unglaubwürdig bis hin zu „zum Schmunzeln“ dargestellt.

## Trivia
- Das Wort „Exopolitics“ war Kandidat für das Wort des Jahres 2005 der American Dialect Society.[20]
- Die britische Musikgruppe Muse hat auf ihrem Album Black Holes and Revelations (2006) dem Thema das Lied Exo-Politics gewidmet.